# Львовский областной совет
Львовский областной совет (укр. Львівська обласна рада) — представительный орган местного самоуправления, представляющий общие интересы территориальных общин сёл, посёлков, городов, в пределах полномочий, определённых Конституцией Украины, Законом Украины «О местном самоуправлении на Украине» и другими законами, а также полномочий, переданных им сельскими, поселковыми, городскими советами.
Областной совет состоит из депутатов, избирается населением Львовской области сроком на пять лет. Совет избирает постоянные и временные комиссии. Областной совет проводит свою работу сессионно. Сессия состоит из пленарных заседаний и заседаний её постоянных комиссий.

## Состав
- Европейская солидарность — 28
- Самопомощь — 9
- Слуга народа — 9
- Голос — 7
- ВО «Свобода» — 6
- ВО «Батькивщина» — 7
- Народный рух Украины — 6

## Список постоянных комиссий
- Комиссия по вопросам бюджета, социально-экономического развития
- Комиссия по вопросам дорожного хозяйства, инфраструктуры, регулирования земельных отношений, административно-территориального устройства, планировки территории и архитектуры
- Комиссия по вопросам законности, правоохранительной деятельности, соблюдения прав человека и военных проблем
- Комиссия по вопросам охраны здоровья, материнства, социальной защиты
- Комиссия по вопросам культуры, историко-культурного наследия, туризма, духовного возрождения и СМИ
- Комиссия по вопросам экологии, природных ресурсов и рекреации
- Комиссия по вопросам строительства, жилищно-коммунального хозяйства, энергоэффективности, альтернативной энергетики, промышленности и инвестиционной политики
- Комиссия по вопросам депутатской деятельности, этики, регламента, свободы слова и антикоррупционной политики
- Комиссия по вопросам коммунального имущества и приватизации
- Комиссия по вопросам образования и науки
- Комиссия по вопросам молодёжной политики, физической культуры и спорта

## Список председателей Львовского областного совета[1]
| Фото | Имя                                                             | Годы жизни | Начало срока   | Конец срока    | Примечания |
| ---- | --------------------------------------------------------------- | ---------- | -------------- | -------------- | ---------- |
|      | Вячеслав Максимович Черновол В'ячеслав Максимович Чорновіл      | 1937—1999  | апрель 1990    | апрель 1992    |            |
|      | Николай Николаевич Горынь Микола Миколайович Горинь             | р. 1945    | апрель 1992    | апрель 1997    |            |
|      | Орест Иванович Фурдычко Орест Іванович Фурдичко                 | р. 1952    | апрель 1997    | апрель 1998    |            |
|      | Степан Романович Сенчук                                         | 1955—2005  | апрель 1998    | июль 2001      |            |
|      | Ярослав Михайлович Гадзало                                      | р. 1958    | июль 2001      | апрель 2002    |            |
|      | Михаил Дмитриевич Сендак Михайло Дмитрович Сендак               | р. 1948    | 30 апреля 2002 | апрель 2006    |            |
|      | Мирослав Петрович Сенык Мирослав Петрович Сеник                 | р. 1957    | 28 апреля 2006 | 30 ноября 2010 |            |
|      | Олег Игоревич Панькевич Олег Ігорович Панькевич                 | р. 1972    | 30 ноября 2010 | 23 ноября 2012 |            |
|      | Пётр Несторович Колодий Петро Несторович Колодій                | р. 1962    | 23 ноября 2012 | 12 ноября 2015 |            |
|      | Александр Александрович Ганущин Олександр Олександрович Ганущин | р. 1978    | 18 ноября 2015 | 1 декабря 2020 |            |
|      | Ирина Ярославовна Грымак Ірина Ярославівна Гримак               | р. 1981    | 1 декабря 2020 |                |            |